# 池山田剛
池山田 剛（いけやまだ ごう、5月25日 - ）は、日本の漫画家。女性。宮城県仙台市生まれ、神奈川県横浜市育ち。血液型はA型。

## 来歴
2002年、小学館の『少女コミック』本誌15号にて掲載された、「GET GOAL!!」でデビュー。
当初、この作品は読み切り掲載のみの予定だったが、読者からの反響が大きく人気が高かったため、その後に続編を数回同じく読み切りという形で掲載された。しかし、当時の編集長からの「まだ新人なのでデビュー作以外のキャラも描いたほうがいい」という判断から、この作品で初連載とはならなかった。
2003年、上記のことから『オオカミなんかコワくないっ!?』で短期初連載。
同年『オオカミなんかコワくないっ!?』連載終了後、「GET GOAL!!」を『GET LOVE!!〜フィールドの王子さま〜』として連載開始。
2011年に単行本の累計発行部数が1000万部を突破。2015年には累計発行部数が1600万部を突破。2020年には1800万部を突破している。

## 人物
『マクロスF』のランカ・リーがお気に入りのキャラクターであり、当初は同作に影響されて『好きです鈴木くん!!』のヒロインを歌手にする予定であった。しかし、他の作家と題材がかぶってしまったために設定を変えたと語っている。
自身の連載作品の多くが「!!」が付くタイトルであることについて、「元気がある感じがして好きなので意図的に付けている」と述べている。
自身の主な連載作品のタイトルに「鈴木」・「小林」・「中島」といった平凡な苗字が含まれていることについて、読者たちに親近感を感じさせるためにあえて「クラスメイトや近所にいそうな苗字」を付けている旨を語っている。

## 作品リスト

### 連載
- オオカミなんかコワくないっ!?（『少女コミック』2003年8号 - 10号） - 初連載作[11]
- GET LOVE!!〜フィールドの王子さま〜（『少女コミック』2003年16号 - 2004年23号）
- 萌えカレ!!（『少女コミック』2005年3・4合併号 - 2006年14号）
- うわさの翠くん!!（『Sho-Comi』2006年17号 - 2008年14号）
- 好きです鈴木くん!!（『Sho-Comi』2008年18号 - 2012年14号[12]）
- 小林が可愛すぎてツライっ!!（『Sho-Comi』2012年18号[13] - 2015年23号[14]）
- 世界は中島に恋をする!!（『Sho-Comi』2016年3・4合併号[15] - 2017年3・4合併号）
- 佐藤、私を好きってバレちゃうよ!?（『Sho-Comi』2017年5号[16] - ） - 「世界は中島に恋をする!!」の新章[17]
- 同・級・生!!（『Sho-Comi』2018年5号[18] - 2020年11号[19]）
- 異世界魔王は腐女子を絶対逃がさない（『Sho-Comi』2020年16号[20] - 2022年5号[21]）
- リトライジュリエット!!（『Sho-Comi』2022年9号[22] - 2023年10・11合併号[23]）
- 小鳥遊家の妹は花嫁になりたいっ!!（『Sho-Comi』2023年17号[24] - 2025年13号[25]）
- 負けヒロインですが結婚します〜この中に私の夫がいる!?〜（『Sho-Comi』2025年18号[26] - ）

### 読み切り
- GET GOAL!!
- LOVE PENALTY!
- YELLOW CARD!!
- HALF TIME!!
- Girl's Revolution
- Full Moonにご用心
- 守ってあげたい
- バレンタインなんかコワくないっ!?
- らぶりぃ番長
- 妄想♥乙女
- 少年シンデレラ
- 女神様は振り向かないっ!?〜恋に落ちたアイドル様〜（『Sho-Comi』2015年7号[27]）
- 好きです鈴木くん!!（『Sho-Comi』2018年3・4合併号[28]） - 連載完結から5年半振りに描きおろされたエピソード[28]

### イラスト
- palet「Keep on Lovin' You」 - シングルのジャケットイラストを担当[29]

### 書籍

#### コミックス
- オオカミなんかコワくないっ!?
- GET LOVE!!〜フィールドの王子さま〜（全7巻）
- 萌えカレ!!（全7巻）
- うわさの翠くん!!（全10巻）
- 好きです鈴木くん!!（全18巻）
- 小林が可愛すぎてツライっ!!（全15巻）
- 世界は中島に恋をする!! (全5巻)
- 佐藤、私を好きってバレちゃうよ!?(全4巻)
- 同・級・生!!〜ずっとキミが好きだった〜（全10巻）
- 異世界魔王は腐女子を絶対逃がさない（全7巻）
- リトライジュリエット!!（全5巻）
- 小鳥遊家の妹は花嫁になりたいっ!!（既刊6巻）

#### オムニバス
- メガネ〜はずしてもいいですか?〜
- 放課後、キミと恋をして。
- 犬彼キュート
- 女装男子はいかがですか?
- メガネsecond〜その奥をのぞきたい〜
- チューしちゃった!?…トモダチと!

#### ファンブック
- 萌えカレ!! 公式ファンブック
- うわさの翠くん!! 公式ファンブック
- 好きです鈴木くん!! 公式ファンブック
- 好きです鈴木くん!! 公式ファンブック 完全版!!
- 小林が可愛すぎてツライっ‼公式ファンブック

#### 小説
原作:池山田剛・著者:時海結以
- 好きです鈴木くん!!－ピュア・ホワイト・ラブ－
- 好きです鈴木くん!!－ウィズ・プレシャス・ハート－
- 好きです鈴木くん!!－カーテンコール－

#### その他
- 池山田剛 ポストカードブック
- 好きです○○くん!!〜恋の戦略ノート〜

## アシスタント
- 藤城ありす[要出典]
- さくらあすか[30]